# Museo Popoli e Culture
Il Museo Popoli e Culture è un museo etnografico di Milano gestito dal Pontificio istituto missioni estere che raccoglie varie collezioni etnografiche dai Paesi visitati dai missionari dell'Istituto.

## Storia
Viene istituito nel 1910 dai missionari del PIME per favorire la conoscenza delle culture del mondo, con particolare interesse per quelle di Asia, Africa, Oceania e America Latina. Il nucleo delle collezioni è costituito dai reperti portati da Carlo Salerio dalla sua prima missione in Papua Nuova Guinea, distrutti però in larga parte durante i bombardamenti alleati nella seconda guerra mondiale.
Nel 1994, dopo varie riorganizzazioni che ne accentuano l'aspetto educativo, assume il nome di Museo Popoli e Culture: subirà un'altra ristrutturazione generale nel 2019.